# 다카하시 신지
다카하시 신지(일본어: 髙橋 信二, 1978년 8월 7일~)는 일본의 전 야구 선수이며, 일본의 독립리그 중 하나인 베이스볼 챌린지 리그 시나노 그랜드세로우스의 소속 감독 겸 선수로 있다가 2016년부터 홋카이도 닛폰햄 파이터스 2군 코치를 맡고 있다.

## 인물

### 닛폰햄 시절

#### 1997년 ~ 2003년
오카야마 현립 쓰야마 공업고등학교를 졸업하고 1996년 프로 야구 드래프트 회의에서는 닛폰햄 파이터스로부터 7순위로 지명을 받아 포수로서 입단했다. 프로 4년째인 2000년에는 시즌 최종전에서 처음으로 1군에 출전, 첫 타석에서 첫 안타(2루타)와 첫 타점을 기록했다.
2003년, 같은 포수였던 사네마쓰 가즈나리와 야마다 가쓰히코가 스프링 캠프 시작 직후에 부상당했기 때문에 개막전에서 포수로서 선발 출장했고 그대로 주전 포수로 활약했다. 규정 타석에는 도달하지 않았지만 퍼시픽 리그 포수로서는 리그 2위의 12개의 홈런을 기록했다.

#### 2004년
그 해에는 처음으로 규정 타석을 채웠고 닛폰햄의 포수로서 역대 최다인 26개의 홈런과 84타점을 기록했다 그리고 올스타전에도 출전했고 득점권 타율은 리그 3위(만루에서는 리그 1위)였다. 아테네 올림픽 일본 대표팀 선수로 발탁된 오가사와라 미치히로의 부재 시에는 3번 페르난도 세기뇰, 4번 다카하시의 클린업을 짠 적도 있었다.

#### 2005년
4월에는 경기 도중 1루에 슬라이딩 했을 때에 왼쪽 무릎 인대가 끊어지는 부상을 당했다. 복귀 이후 8월 22일 오릭스 버펄로스전에 포수로서 출전하던 중에 클리프 브룸바의 태클을 받아 다시 전력에서 이탈해 54경기 출전에만 그쳤다.

#### 2006년
개막전에서 선발 마스크를 썼지만 타격 부진을 겪었고 그 해 쓰루오카 신야와의 병용되는 경우가 많아졌다.

#### 2007년
‘주전 탈환·리드 향상·홈런 20개 이상’을 목표로 내건 2007년에는 전반기에서 3할 대의 타율을 남겼고 감독 추천으로 두 번째가 되는 올스타전에 출전했다. 시즌에서는 자신의 두 번째 출장 경기수를 기록했고 홈런도 3년 만에 두 자릿수를 기록했다. 장타력이 고려되어 포수 외에 지명 타자로서 출전하기도 했다.

#### 2008년
4월 1일의 경기에서는 몇 년전부터 2군에서 실전 경험을 쌓았던 1루수로 선발 출전하고 나서는 그 해 팀의 우타자가 타격 부진도 있었고 포수와 지명 타자 이외에 1루수로서 출전하는 일도 많아지는 등 다케다 마사루와 후지이 슈고, 라이언 글린이 선발 투수를 맡은 경기에서 포수를 맡았다.

#### 2009년
월드 베이스볼 클래식 일본 대표팀 멤버로 발탁되지는 못했고 정규 시즌에는 신인 오노 쇼타가 합류했거나 오른쪽 무릎에 통증을 일으킨 적도 있어 포수로서가 아닌 1루수로서의 출전이 대부분이었다. 올스타전에서는 포수로서 선출되었지만 포수가 아닌 1루수로 출전했다. 센트럴·퍼시픽 교류전에서 수위타자(교류전 기간 중의 타율은 4할 1푼 2리)를 차지해 2004년 이후 규정 타석에도 채우는 등 처음으로 3할 대의 타율을 달성했고 상황에 따라서는 보내기 번트를 시도하거나 홈런 목적이 아닌 안타나 볼넷으로 다음 타자에게 연결하는 역할을 하는 4번 타자로서 활약했다. 클라이맥스 시리즈 제2 스테이지인 2차전에서는 이와쿠마 히사시로부터 결승 2점 적시타를 때려냈다.

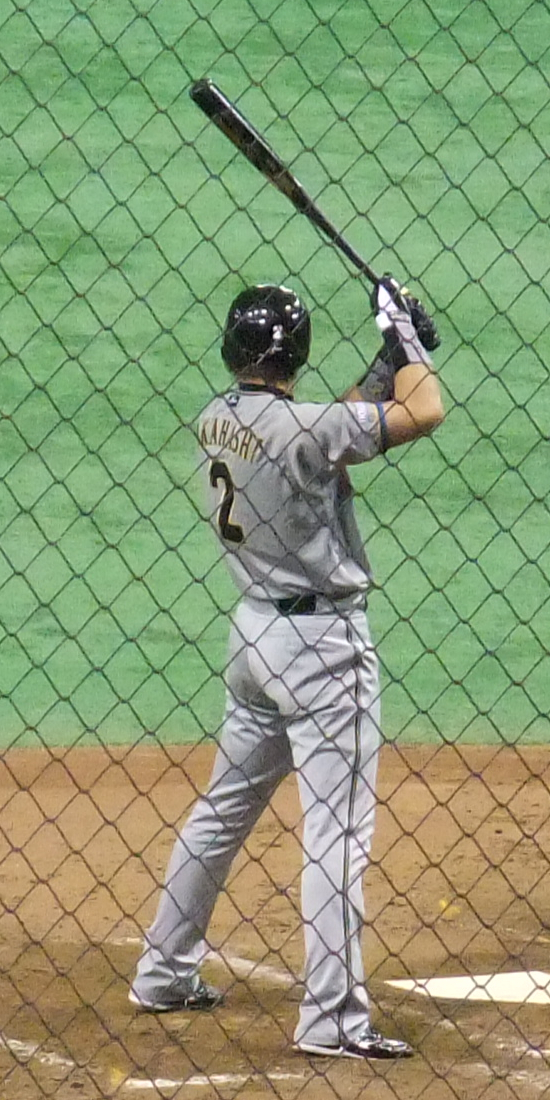
닛폰햄 시절의 다카하시 신지(2009년)

골든 글러브상과 베스트 나인을 1루수 부문에서 첫 수상을 했지만 포수의 조건은 버리지 않았고 “내년 이후에도 포수 등록인 채로”라고 선언했다. 시즌 종료 후 계약 갱신에서는 연봉 1억 2,000만 엔으로 재계약을 맺었다.

#### 2010년
그 해에는 타격 부진에 시달리면서 타순도 내려갔다. 게다가 7월 1일의 사이타마 세이부 라이온스전에서 후지타 다이요가 던진 공에 머리 부분을 맞아 병원에 입원했다. 같은 달 27일에 한 번은 복귀했지만 사구에 의한 영향때문에 8월 2일에는 출장 선수 등록이 말소되었고 이후 시즌 종료 때까지 1군에 복귀할 수 없었다. 그리고 후지타는 자신의 블로그에 사구를 던진 것에 대한 사과의 글을 남겼다.
시즌 종료 후에는 FA권을 취득했지만 행사하지 않았고 야구 협약에 의한 40%의 감액 제한을 넘는 큰 폭으로 삭감된 연봉 7,000만 엔으로 재계약을 맺었다.

#### 2011년
1루수에 마이카 호프파우어나 이나바 아쓰노리가 기용되었기 때문에 1군 출장은 없었고 5월 9일에 현금 트레이드로 요미우리 자이언츠에 이적되었다.

### 요미우리 시절
요미우리에서는 오른쪽의 대타나 1루의 대수비로서 기대되었지만 지바 롯데 마린스에서 이적해 온 오무라 사부로(지바 롯데에 있을 당시에는 사부로) 등의 존재도 있어 타격에서는 만족스러운 결과를 낼 수 없었다. 또, 요미우리 이적 후에는 내야수로 등록이 되었지만 9월 3일에는 2009년 8월 25일 이래 2년 만이 되는 포수로 출전했다. 시즌 종료 후에는 출전 기회를 요구하여 구단에 자유 계약 선수 신분으로 퇴단하겠다는 입장을 밝혀 11월 21일에 자유 계약 선수가 되었고, 12월 15일에 오릭스 버펄로스가 다카하시를 영입했다.

### 오릭스 시절
오릭스 입단 후인 이듬해 2012년 1월 25일에는 민체와 함께 입단 기자 회견을 가졌고 응원가는 닛폰햄전에만 한정되어 버펄로스 오리지널과 닛폰햄 시절의 응원가가 교대로 불렸다. 개막전에서는 5번·지명타자로 출전했지만 타율 1할 대로 떨어질 정도의 극심한 부진에 시달려 4월 27일에 등록이 말소되었다. 2014년 시즌 후 전력외통보를 받고 방출되었다.

## 상세 정보

### 출신 학교
- 오카야마 현립 쓰야마 공업고등학교

### 선수 경력
- 닛폰햄 파이터스·홋카이도 닛폰햄 파이터스(1997년 ~ 2011년)
- 요미우리 자이언츠(2011년)
- 오릭스 버펄로스(2012년 ~ 2014년)
- 시나노 그랜드세로우스(2015년)

### 지도자 경력
- 시나노 그래드세로우스 감독 겸 선수(2015년)
- 홋카이도 닛폰햄 파이터스 2군 베터리 겸 타격 보좌 코치(2016년 ~ )

### 수상·타이틀 경력
- 베스트 나인 : 1회(2009년)
- 골든 글러브상 : 1회(2009년)
- 일본 시리즈 감투상 : 1회(2009년)

### 개인 기록

#### 첫 기록
- 첫 출장 : 2000년 10월 8일, 대 세이부 라이온스 27차전(세이부 돔), 9회초에 우에다 요시노리의 대타로 출장
- 첫 타석·첫 안타·첫 타점 : 상동, 9회초에 도요다 기요시로부터 좌익 방향에 적시 2루타.
- 첫 선발 출장 : 2001년 4월 13일, 대 오사카 긴테쓰 버펄로스 3차전(오사카 돔), 6번·지명 타자로서 선발 출장[4]
- 첫 도루 : 2001년 8월 26일, 대 오사카 긴테쓰 버펄로스 24차전(오사카 돔), 9회초에 2루 안착(투수 : 오쓰카 아키노리, 포수 : 마토야마 데쓰야)
- 첫 홈런 : 2003년 4월 8일, 대 오릭스 블루웨이브 1차전(삿포로 돔), 6회말에 가토 다이스케로부터 우월 2점 홈런

#### 그 외의 기록
- 3월에서의 만루 홈런 2개[5]
  - 2005년 3월 27일, 대 후쿠오카 소프트뱅크 호크스 2차전(후쿠오카 Yahoo! JAPAN 돔), 8회초에 오카모토 가쓰노리로부터
  - 2005년 3월 29일, 대 세이부 라이온스 2차전(삿포로 돔), 3회말에 와쿠이 히데아키로부터
- 올스타전 출장 : 3회(2004년, 2007년, 2009년)

### 등번호
- 62(1997년 ~ 2002년)
- 30(2003년 ~ 2007년)
- 2(2008년 ~ 2011년 시즌 도중)
- 31(2011년 시즌 도중 ~ 같은 해 시즌 종료)
- 6(2012년 ~ 2015년)
- 78(2016년 ~ )

### 연도별 타격 성적
| 연 도       | 소 속       | 경 기 | 타 석 | 타 수 | 득 점 | 안 타 | 2 루 타 | 3 루 타 | 홈 런 | 루 타 | 타 점 | 도 루 | 도 루 자 | 희 생 번 | 희 생 플 | 볼 넷 | 고 4 | 사 구 | 삼 진 | 병 살 타 | 타 율 | 출 루 율 | 장 타 율 | O P S |
| ----------- | ----------- | ----- | ----- | ----- | ----- | ----- | ------- | ------- | ----- | ----- | ----- | ----- | -------- | -------- | -------- | ----- | ---- | ----- | ----- | -------- | ----- | -------- | -------- | ----- |
| 2000년      | 닛폰햄      | 1     | 1     | 1     | 0     | 1     | 1       | 0       | 0     | 2     | 1     | 0     | 0        | 0        | 0        | 0     | 0    | 0     | 0     | 0        | 1.000 | 1.000    | 2.000    | 3.000 |
| 2001년      | 닛폰햄      | 16    | 23    | 22    | 2     | 6     | 0       | 0       | 0     | 6     | 3     | 1     | 0        | 0        | 0        | 1     | 0    | 0     | 6     | 2        | .273  | .304     | .273     | .577  |
| 2002년      | 닛폰햄      | 8     | 12    | 12    | 0     | 3     | 1       | 0       | 0     | 4     | 2     | 0     | 0        | 0        | 0        | 0     | 0    | 0     | 4     | 0        | .250  | .250     | .333     | .583  |
| 2003년      | 닛폰햄      | 105   | 336   | 309   | 34    | 81    | 16      | 1       | 12    | 135   | 49    | 3     | 0        | 5        | 2        | 15    | 0    | 5     | 73    | 4        | .262  | .305     | .437     | .742  |
| 2004년      | 닛폰햄      | 115   | 452   | 404   | 66    | 115   | 19      | 2       | 26    | 216   | 84    | 2     | 1        | 3        | 5        | 34    | 2    | 6     | 93    | 7        | .285  | .345     | .535     | .880  |
| 2005년      | 닛폰햄      | 54    | 174   | 164   | 12    | 37    | 8       | 0       | 5     | 60    | 27    | 1     | 0        | 1        | 2        | 3     | 1    | 4     | 33    | 1        | .226  | .254     | .366     | .620  |
| 2006년      | 닛폰햄      | 78    | 242   | 223   | 26    | 56    | 3       | 2       | 6     | 81    | 19    | 2     | 2        | 3        | 3        | 10    | 0    | 3     | 42    | 3        | .251  | .289     | .363     | .652  |
| 2007년      | 닛폰햄      | 112   | 422   | 385   | 38    | 98    | 23      | 0       | 10    | 151   | 43    | 2     | 0        | 4        | 3        | 26    | 0    | 4     | 64    | 9        | .255  | .306     | .392     | .698  |
| 2008년      | 닛폰햄      | 108   | 394   | 357   | 33    | 102   | 19      | 0       | 9     | 148   | 58    | 3     | 2        | 7        | 3        | 24    | 2    | 3     | 74    | 13       | .286  | .333     | .415     | .748  |
| 2009년      | 닛폰햄      | 134   | 558   | 508   | 66    | 157   | 22      | 1       | 8     | 205   | 75    | 7     | 2        | 7        | 3        | 35    | 1    | 5     | 78    | 16       | .309  | .358     | .404     | .761  |
| 2010년      | 닛폰햄      | 70    | 272   | 244   | 21    | 59    | 6       | 0       | 3     | 74    | 31    | 0     | 0        | 0        | 0        | 23    | 1    | 5     | 34    | 4        | .242  | .320     | .303     | .623  |
| 2011년      | 요미우리    | 27    | 49    | 44    | 1     | 8     | 2       | 0       | 0     | 10    | 3     | 0     | 1        | 1        | 0        | 4     | 0    | 0     | 8     | 0        | .182  | .250     | .227     | .477  |
| 2012년      | 오릭스      | 28    | 93    | 89    | 4     | 18    | 3       | 0       | 2     | 27    | 12    | 0     | 0        | 0        | 0        | 4     | 1    | 0     | 15    | 3        | .202  | .237     | .303     | .540  |
| 통산 : 13년 | 통산 : 13년 | 856   | 3028  | 2762  | 303   | 741   | 123     | 6       | 81    | 1119  | 407   | 21    | 8        | 31       | 21       | 179   | 8    | 35    | 524   | 62       | .268  | .319     | .405     | .724  |

- 2012년 기준.
- 1997년 ~ 1999년은 1군 출장 없음.